# Sotiria Bellou
Sotiria Bellou (in greco: Σωτηρία Μπέλλου) (Calcide, 22 agosto 1921 – Atene, 27 agosto 1997) è stata una cantante e attivista greca principale interprete del genere Rebetiko.

## Biografia
Maggiore di cinque fratelli di una famiglia benestante, Sotiria Bellou è nata nella cittadina di Halia, poi rinominata Drosia, frazione di Calcide in Eubea.
Suo nonno Sotiris Papasotiriou, dal quale ha preso il nome di battesimo, è stato un prete ortodosso al quale da bambina era particolarmente affezionata che era solito accompagnarla con sé nella chiesa dove prestava il servizio ecclesiale, avviandola alla musica liturgica bizantina nella messa cantata.
Avendo talento musicale ha iniziato a cantare fin dall'età di 3 anni costruendo da sola chitarre rudimentali con legno e fil di ferro.
Dopo aver visto da adolescente un film musicale interpretato dalla cantante Sofia Vembo decise di seguirne l'esempio e intraprendere la carriera artistica in ambito musicale.
In famiglia la madre era contraria alle aspirazioni della figlia nel mondo dello spettacolo, mentre suo padre era favorevole al punto da comprarle una vera chitarra e finanziare le sue lezioni private di musica.
Nel 1940 Sotiria Bellou decise di trasferirsi ad Atene, ma il suo arrivo coincise con l'inizio della seconda guerra mondiale in Grecia in un momento particolarmente difficile per tutti, perdendo così completamente i contatti con la famiglia di origine per almeno 7 anni.
Nel frattempo, per sopravvivere, svolgeva varie mansioni occasionali finché una sera in un locale di musica rebetika dove lavorava come cameriera le permisero di cantare due canzoni.
In quella circostanza venne notata dall'impresario Kimonas Kapetanakis che apprezzando il suo talento decise di presentarla al compositore Vassilis Tsitsanis assieme al quale, con la sua voce possente e melodiosa, incise il primo di una numerosa serie di dischi a 78 giri.
Fino al 1948 ha cantato nei migliori locali musicali di Atene, esibendosi anche con Markos Vamvakaris considerato il Patriarca del Rebetiko.
Negli anni '50 il genere Rebetiko subisce un calo di interesse popolare, soppiantato dalla musica leggera di matrice pop occidentale di moda nel dopoguerra.
Inaspettatamente verso la fine degli anni '60 si verifica una rivalutazione culturale del genere rebetiko con un rinnovato interesse da parte dei più giovani che porta alla riscoperta del valore del patrimonio musicale storico rappresentato da Sotiria Bellou che grazie ai nuovi moderni mezzi tecnologici riprende l'attività di cantante raggiungendo, ormai matura, il picco del successo negli anni '80.

## Attivismo
Durante la seconda guerra mondiale Sotiria Bellou è stata anche un'attivista politica unendosi alla Resistenza greca contro l'occupazione tedesca.
Catturata, è stata torturata e incarcerata dai nazisti.
Alla fine della guerra seguì in Grecia un periodo turbolento di lotte sociali e civili che vide scontrarsi elementi di destra e di sinistra.
In questa circostanza, tra il 1944 e il 1945, Sotiria Bellou sostenne apertamente la causa della sinistra come esponente dell'Esercito popolare greco di liberazione venendo nuovamente arrestata e tenuta in detenzione.
Nel dopoguerra, non scordandosi della sua militanza durante la guerra civile, alcuni elementi di un gruppo di estrema destra si presentarono nel locale dove sul palco Sotiria Bellou stava esibendosi assieme ad altri noti musicisti, imponendole di cantare un inno di destra.
Al suo rifiuto Sotiria Bellou è stata strattonata, minacciata e insultata pesantemente trascinandosi per anni il rammarico di non aver visto nessuno dei suoi colleghi presenti avere il coraggio di intervenire per prendere le sue difese.

## Vita personale
Nel 1938, all'età di soli 17 anni, venne forzata dalla famiglia a sposarsi con marito da loro scelto che presto si è rivelato violento.
Il loro matrimonio è durato soltanto 6 mesi.
Durante uno dei loro violenti litigi, avendo un carattere focoso e irascibile, ha reagito all'ennesimo tentativo di abuso lanciando del vetriolo contro il marito, episodio per il quale è stata condannata a oltre 3 anni di reclusione.
Dopo aver presentato ricorso, la pena è stata ridotta a 6 mesi dei quali ha trascorso effettivamente 3 mesi nel carcere di Calcide e 1 mese nella prigione Averof di Atene.
Con una personalità vigorosa ma tormentata aveva talvolta comportamenti eccentrici non facendo mistero del suo orientamento omosessuale in un periodo moralmente castigato.

## Canzoni di maggior successo
Nel periodo dal 1941 al 1976 ha collaborato con i più noti compositori di Rebetiko ottenendo particolare successo con le seguenti canzoni:
- Συννεφιασμένη Κυριακή, Synefiasmeni kyriakì, Domenica nuvolosa di Vassilis Tsitsanis
- Καβουράκια,  Kavourakia, I granchiolini di Vassilis Tsitsanis
- Όταν πίνεις στην ταβέρνα, Otan pineis stin taverna, Quando si beve all'osteria di Vassilis Tsitsanis
- Κάνε λιγάκι υπομονή, Kane ligaki ypomoni, Devi avere un po' di pazienza di Vassilis Tsitsanis
- Πώς θα περάσει η βραδιά, Pos tha perasei i vradia, Come andrà avanti la serata di Yannis Papaioannou
- Κάνε κουράγιο καρδιά μου, Kane kourayio kardia mou, Cuore mio fatti coraggio di Yannis Papaioannou
- Άνοιξε, άνοιξε, Anoixe, anoixe, Apri, apri di Yannis Papaioannou
- Ο ναύτης, O naftis, Il marinaio di Yiorgos Mitsakis
- Το σβηστό φανάρι, To svisto fanari, Il fanale spento di Yiorgos Mitsakis
- Είπα να σβήσω τα παλιά, Eipa na sviso ta palia, Ho deciso di chiudere con il passato di Apostolos Kaldaras
- Λαϊκό τσιγάρο, Laiko Tsigaro, Sigaretta popolare di Apostolos Kaldaras